# Dinu Cocea
Pour les articles homonymes, voir Cocea.
Dinu Cocea, né le 22 septembre 1929 dans le département d'Ilfov, et mort le 26 décembre 2013 à Noisy-le-Sec, est un réalisateur et scénariste roumain.

## Filmographie

### Réalisateur
- 1966 - Haiducii
- 1968 - Răzbunarea haiducilor
- 1968 - Răpirea fecioarelor
- 1971 - Haiducii lui Șaptecai
- 1971 - Zestrea domniței Ralu
- 1971 - Săptămîna nebunilor
- 1972 - Parașutiștii
- 1972 - "La Révolte des Haîdouks" (1972) - série TV française
- 1974 - Stejar – extremă urgență
- 1976 - Nu opriți ventilatorul
- 1976 - Lanțul neglijențelor
- 1976 - Instanța amână pronunțarea
- 1978 - Ecaterina Teodoroiu
- 1980 - Iancu Jianu, zapciul
- 1981 - Iancu Jianu, haiducul

### Scénariste
- - 1968 - Răzbunarea haiducilor 
  - 1968 - Răpirea fecioarelor 
  - 1971 - Săptămîna nebunilor 
  - 1980 - Iancu Jianu, zapciul
  - 1981 - Iancu Jianu, haiducul